# John Rhys-Davies
John Rhys-Davies (Ammanford, 5 maggio 1944) è un attore e doppiatore britannico, tra i cui ruoli di maggior notorietà figurano quelli nel franchise di Indiana Jones, nella trilogia del Signore degli Anelli e nella serie televisiva I viaggiatori.

## Biografia
La madre, Phyllis Jones, era infermiera, mentre il padre, Rhys Davies, era ingegnere e ufficiale coloniale. Gallese del villaggio di Ammanford, è noto per aver interpretato lo scavatore egiziano Sallah ne I predatori dell'arca perduta (1981), ruolo che lo ha reso celebre anche in Europa. Durante le riprese si ammalò di colera, insieme alla maggior parte della troupe, ma guarì in tempo per continuare a girare. Tornò a interpretare tale ruolo anche in Indiana Jones e l'ultima crociata (1989) e Indiana Jones e il quadrante del destino (2023). Altro ruolo interpretato dall'attore è quello del generale Leonid Pushkin nel film di James Bond 007 - Zona pericolo (1987).
Ha inoltre doppiato Man Ray in un episodio della serie animata SpongeBob Squarepants. È stato un personaggio ricorrente in Star Trek: Voyager, avendo interpretato il ruolo in veste olografica di Leonardo da Vinci. È stato uno dei personaggi del film Kim (1984), tratto dall'omonimo romanzo di Rudyard Kipling. Ha interpretato il ruolo dello zio cattivo in Principe azzurro cercasi (2004) con Anne Hathaway e Julie Andrews, e ha anche interpretato il ruolo del professor Challenger nei film Il mondo perduto (1992) e Ritorno al mondo perduto (1992).

## Filmografia

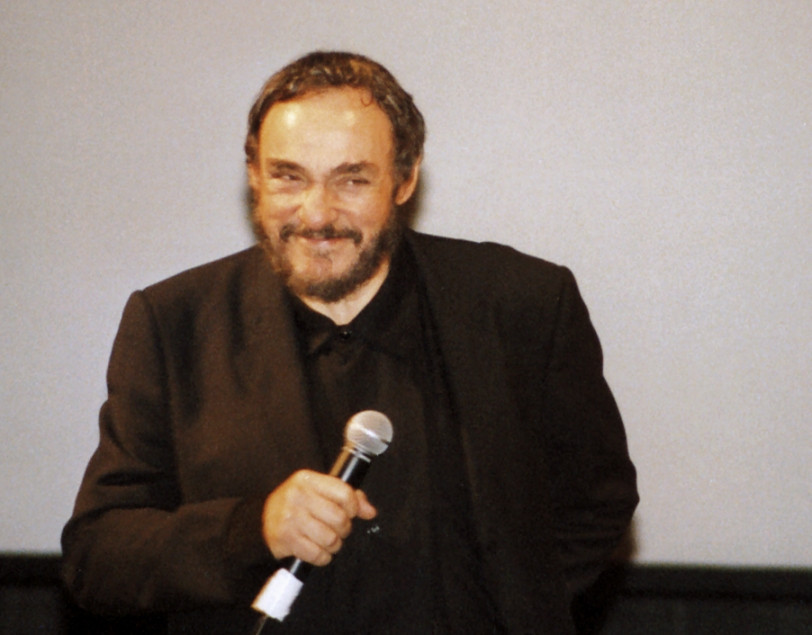
John Rhys-Davies a Bonn nel 2003

### Attore

#### Cinema
- Il caso Drabble (The Black Windmill), regia di Don Siegel (1974)
- Penny Gold, regia di Jack Cardiff (1974)
- Rapina in Berkeley Square (A Nightingale Sang in Berkeley Square), regia di Ralph Thomas (1979)
- I predatori dell'arca perduta (Raiders of the Lost Ark), regia di Steven Spielberg (1981)
- Sfinge (Sphinx), regia di Franklin J. Schaffner (1981)
- Victor Victoria, regia di Blake Edwards (1982)
- The Island of Adventure, regia di Anthony Squire (1982)
- Sahara, regia di Andrew V. McLaglen (1983)
- Best Revenge, regia di John Trent (1984)
- Sword of the Valiant - The Legend of Sir Gawain and the Green Knight, regia di Stephen Weeks (1984)
- Allan Quatermain e le miniere di re Salomone (King Solomon's Mines), regia di J. Lee Thompson (1985)
- Il tempio di fuoco (Firewalker), regia di J. Lee Thompson (1986)
- In the Shadow of Kilimanjaro, regia di Raju Patel (1986)
- 007 - Zona pericolo (The Living Daylights), regia di John Glen (1987)
- Il giovane Toscanini, regia di Franco Zeffirelli (1988)
- Waxwork - Benvenuti al museo delle cere (Waxwork), regia di Anthony Hickox (1988)
- Safari rosso sangue (Tusks), regia di Tara Moore (1988)
- Indiana Jones e l'ultima crociata (Indiana Jones and the Last Crusade), regia di Steven Spielberg (1989)
- 2020: il grande inganno (Rising Storm), regia di Francis Schaeffer (1989)
- The Princess and the Dwarf, regia di Mary Grace-Phelan (1989)
- Shogun Mayeda, regia di Gordon Hessler (1991)
- I moschettieri del 2000 (Ring of the Musketeers), regia di John Paragon (1992)
- The Unnamable II: The Statement of Randolph Carter, regia di Jean-Paul Ouellette (1992)
- Canvas, regia di Alain Zaloum (1992)
- Game Over - Scacco alla regina (The Double 0 Kid), regia di Dee McLachlan (1992)
- Il mondo perduto (The Lost World), regia di Timothy Bond (1992)
- Ritorno al mondo perduto (Return to the Lost World), regia di Timothy Bond (1992)
- Cyborg Cop, regia di Sam Firstenberg (1993)
- Una chiamata nella notte (South Beach), regia di Fred Williamson (1993)
- The Seventh Coin, regia di Dror Soref (1993)
- Trafficanti di morte (Sunset Grill), regia di Kevin Connor (1993)
- Anno 1345: l'impossibile crociata (High Crusade – Frikassee im Weltraum), regia di Klaus Knoesel e Holger Neuhäuser (1994)
- Un robot tuttofare (Robot in the Family), regia di Mark Harry Richardson e Jack Shaoul (1994)
- Ultimo appello (Glory Daze), regia di Rich Wilkes (1995)
- Sangue innocente (Glory Daze), regia di Bob Misiorowski (1995)
- Indiana Jones and the Temple of the Forbidden Eye, regia di Gregory Marquette – cortometraggio (1995)
- La grande promessa (The Great White Hype), regia di Reginald Hudlin (1996)
- Echo of Blue, regia di Zach Sternheimer (1996)
- Marquis de Sade, regia di Gwyneth Gibby (1996)
- Colpi proibiti III (Bloodsport III), regia di Alan Mehrez (1997)
- The Protector, regia di Jack Gill (1998)
- Secret of the Andes, regia di Alejandro Azzano (1999)
- Delta Force One: The Lost Patrol, regia di Joseph Zito (2000)
- The Gold Cross, regia di Diogo Ferreira, Rita Seixas è Bernardo Sena – cortometraggio (2000)
- Il Signore degli Anelli - La Compagnia dell'Anello (The Lord of the Rings: The Fellowship of the Ring), regia di Peter Jackson (2001)
- Distruggete Los Angeles! (Scorcher), regia di James Seale (2002)
- Il Signore degli Anelli - Le due torri (The Lord of the Rings: The Two Towers), regia di Peter Jackson (2002)
- Never Say Never Mind: The Swedish Bikini Team, regia di Buzz Feitshans IV (2003)
- The Medallion, regia di Gordon Chan (2003)
- Coronado - Intrappolati nella giungla (Coronado), regia di Claudio Fäh (2003)
- Endangered Species, regia di Kevin Tenney (2003)
- Il Signore degli Anelli - Il ritorno del re (The Lord of the Rings: The Return of the King), regia di Peter Jackson (2003)
- Principe azzurro cercasi (The Princess Diaries 2: Royal Engagement), regia di Garry Marshall (2004)
- Vengo a prenderti (The Shadow Dancer), regia di Brad Mirman (2005)
- The Lost Angel, regia di Dimitri Logothetis (2005)
- In campo per la vittoria (The Game of Their Lives), regia di David Anspaugh (2005)
- Chupacabra Terror, regia di Jouhn Shepphird (2005)
- Una notte con il re (One Night with the King), regia di Michael O. Sajbel (2006)
- The Ferryman, regia di Chris Graham (2007)
- In the Name of the King, regia di Uwe Boll (2007)
- 31 North 62 East, regia di Tristan Loraine (2009)
- Sophie, regia di Leif Bristow (2010)
- La Leyenda del Tesoro, regia di Hugo Rodríguez (2011)
- Return to the Hiding Place , regia di Peter C. Spencer (2011)
- Escape, regia di Paul Emami (2012)
- Concrete Blondes, regia di Nicholas Kalikow (2012)
- Valley of the Gods, regia di Lech Majewski (2019)
- Grizzly II: Revenge, regia di André Szöts (2020)
- Indiana Jones e il quadrante del destino (Indiana Jones and the Dial of Destiny), regia di James Mangold (2023)

#### Televisione
- Kapitän Harmsen – serie TV, episodio 2x01 (1970)
- The Guardians – serie TV, episodio 1x07 (1971)
- Budgie – serie TV, 6 episodi (1971-1972)
- Dixon of Dock Green – serie TV, episodio 19x04 (1972)
- Drama Playhouse – serie TV, episodio 3x03 (1972)
- New Scotland Yard – serie TV, episodio 3x06 (1973)
- Once Upon a Time – serie TV, episodio 1x02 (1973)
- La caduta delle aquile (Fall of Eagles) – serie TV, episodio 1x12 (1974)
- Le avventure di Black Beauty (The Adventures of Black Beauty) – serie TV, episodio 2x17 (1974)
- Sporting Scenes – serie TV, episodio 1x04 (1974)
- Zodiac – serie TV, episodio 1x01 (1974)
- Il funzionario nudo (The Naked Civil Servant), regia di Jack Gold – film TV (1975)
- L'ispettore Regan (The Sweeney) – serie TV, episodio 2x08 (1975)
- Within These Walls – serie TV, episodio 3x10 (1975)
- Quiller – serie TV, episodio 1x12 (1975)
- Beasts – serie TV, episodio 1x02 (1976)
- Io Claudio imperatore (I, Claudius) – miniserie TV, 2 episodi (1976)
- Warship – serie TV, episodio 3x12 (1976)
- Hunter's Walk – serie TV, episodio 3x01 (1976)
- Sono io, William! (Just William) – serie TV, episodio 1x08 (1977)
- 1990 – serie TV, episodio 1x03 (1977)
- Nel silenzio della notte (The Nativity), regia di Bernard L. Kowalski – film TV (1978)
- Hazell – serie TV, episodio 1x04 (1978)
- Z Cars – serie TV, episodio 12x07 (1978)
- BBC2 Play of the Week – serie TV, episodio 2x03 (1978)
- Target – serie TV, episodio 2x04 (1978)
- The Famous History of the Life of King Henry the Eight, regia di Kevin Billington – film TV (1979)
- The Danedyke Mystery – serie TV, 5 episodi (1979)
- Nemico alla porta (Enemy at the Door) – serie TV, episodio 2x05 (1980)
- Il mercante di Venezia (The Merchant of Venice), regia di Jack Gold – film TV (1980)
- Shōgun - Il signore della guerra (Shōgun), regia di Jerry London – film TV (1980)
- Shōgun – miniserie TV (1980)
- Fox – serie TV, episodi 1x09-1x11 (1980)
- Pietro e Paolo (Peter and Paul), regia di Robert Day – film TV (1981)
- CHiPs – serie TV, episodio 5x27 (1982)
- Ivanhoe, regia di Douglas Camfield – film TV (1982)
- Sadat, regia di Richard Michaels – miniserie TV (1983)
- Reilly, l'asso delle spie (Reilly: Ace of Spies) – miniserie TV, 1 episodio (1983)
- Nairobi Affair, regia di Marvin J. Chomsky – film TV (1984)
- No Man's Land, regia di Rod Holcomb – film TV (1984)
- Kim, regia di John Howard Davies – film TV (1984)
- Crown Court – serie TV, episodio 13x10 (1984)
- Top Secret (Scarecrow and Mrs. King) – serie TV, episodio 2x08 (1984)
- Robin Hood (Robin of Sherwood) – serie TV, episodio 1x05 (1984)
- La piccola fiammiferaia (The Little Match Girl), regia di Michael Lindsay-Hogg – film TV (1987)
- Perry Mason: La signora di mezzanotte (Perry Mason: The Case of the Murdered Madam), regia di Ron Satlof – film TV (1987)
- Ricordi di guerra (War and Remembrance) – miniserie TV, 7 episodi (1988)
- Goddess of Love, regia di Jim Drake – film TV (1988)
- Higher Ground, regia di Robert Day – film TV (1988)
- Il re di Hong Kong (Noble House) – miniserie TV, 4 episodi (1988)
- La signora in giallo (Murder, She Wrote) – serie TV, episodi 5x01-6x07-11x05 (1988-1994)
- Desperado: Badlands Justice, regia di E.W. Swackhamer – film TV (1989)
- The Gifted One, regia di Stephen Herek – film TV (1989)
- Processo all'incredibile Hulk (The Trial of the Incredible Hulk), regia di Bill Bixby – film TV (1989)
- Great Expectations – miniserie TV, 6 episodi (1989)
- Arma segreta (Secret Weapon), regia di Ian Sharp – film TV (1990)
- Before the Storm, regia di Michael Fresco – film TV (1991)
- I misteri della giungla nera – miniserie TV (1991)
- Danubio blu (Die Strauß-Dynastie) – miniserie TV (1991)
- Archaeology – serie TV di documentari storici, 8 puntate (1991)
- I racconti della cripta (Tales from the Crypt) – serie TV, episodio 3x06 (1991)
- Under Cover, regia di Harry Winer – film TV (1992)
- Perry Mason: L'arte di morire (Perry Mason: The Case of the Fatal Framing), regia di Christian I. Nyby II – film TV (1992)
- The Untouchables – serie TV, 15 episodi (1993-1994)
- Mente omicida (A Mind to Kill) – serie TV, episodio 1x02 (1994)
- Caterina di Russia (Catherine the Great), regia di Marvin J. Chomsky e John Goldsmith – miniserie TV (1996)
- I viaggiatori (Sliders) – serie TV, 40 episodi (1995-1997)
- Star Trek: Voyager – serie TV, episodi 3x26-4x11 (1997)
- You Wish – serie TV, episodi 1x01-1x02-1x011 (1997-1998)
- Matrimonio per papà (Au Pair), regia di Mark Griffiths – film TV (1999)
- Britannic, regia di Brian Trenchard-Smith – film TV (2000)
- The Secret Adventures of Jules Verne – serie TV, episodi 1x04-1x05 (2000)
- The Big Breakfast – programma TV, una puntata (2001)
- Troldspejlet – programma TV, una puntata (2001)
- Wild - Agguato sulle montagne (Sabretooth), regia di James D.R. Hickox – film TV (2002)
- Arli$$ – serie TV, episodio 7x11 (2002)
- Peak Practice – serie TV, episodio 12x13 (2002)
- Helen of Troy - Il destino di un amore (Helen of Troy), regia di John Kent Harrison – miniserie TV (2003)
- Musketeers - Moschettieri (La Femme Musketeer), regia di Steve Boyum – film TV (2004)
- Dragon Storm, regia di Stephen Furst – film TV (2004)
- The King Maker, regia di Lek Kitaparaporn (2005)
- 12 Days of Terror, regia di Jack Sholder – film TV (2005)
- Revelations – miniserie TV, 6 episodi (2005)
- Fire & Ice - Le cronache del drago (Fire & Ice), regia di Pitof – film TV (2008)
- Anaconda 3 - La nuova stirpe (Anaconda 3: Offspring), regia di Don E. FauntLeRoy – film TV (2008)
- The Delphi Effect, regia di Ron Oliver – film TV (2008)
- Anaconda - Sentiero di sangue (Anaconda 4: Trail of Blood), regia di Don E. FauntLeRoy – film TV (2009)
- Kröd Mändoon and the Flaming Sword of Fire – serie TV, 3 episodi (2009)
- Tom - Un angelo in missione (Three Wise Women), regia di Declan Recks – film TV (2010)
- Medium Raw: Night of the Wolf, regia di Andrew Cymek – film TV (2010)
- La spada della verità (Legend of the Seeker) – serie TV, episodio 2x17 (2010)
- Ferocious Planet, regia di Billy O'Brien – film TV (2011)
- Psych – serie TV, episodio 6x10 (2012)
- Apocalypse Pompeii – film TV (2014)
- Killing Jesus, regia di Christopher Menaul – film TV (2015)
- The Shannara Chronicles – serie TV (2016)

### Doppiatore

#### Cinema e TV
- I pirati dell'acqua nera (The Pirates of Dark Water) – serie TV animata, 8 episodi (1992)
- Animaniacs – serie TV animata, episodio 1x07 (1993)
- The Magic Paintbrush, regia di Tom Tataranowicz – film TV d'animazione (1993)
- A Flintstones Christmas Carol, regia di Joanna Romersa – film TV d'animazione (1994)
- The Legend of Prince Valiant – serie TV, 7 episodi (1993-1994)
- I Fantastici Quattro – serie TV animata, episodi 2x06-2x08 (1995)
- Gargoyles - Il risveglio degli eroi (Gargoyles) – serie TV animata, 12 episodi (1994-1996)
- Duckman – serie TV animata, episodio 3x16 (1996)
- Gargoyles: The Goliath Chronicles – serie TV animata, episodio 1x01 (1996)
- L'incredibile Hulk – serie TV animata, episodio 1x09 (1996)
- Mortal Kombat: Defenders of the Realm – serie TV animata, episodio 1x13 (1996)
- Boo to You Too! Winnie the Pooh - cortometreaggio TV (1996)
- Aladdin e il re dei ladri (Aladdin and the King of Thieves) (1996)
- Freakazoid! – serie TV animata, episodio 2x10 (1997)
- Aaahh!!! Real Monsters – serie TV animata, episodio 4x13 (1997)
- Cats Don't Dance, regia di Mark Dindal (1997)
- Pinky and the Brain – serie TV animata, 1 episodio (1998)
- Mickey Mouse Works – serie TV animata, 1 episodio (1999)
- Sinbad - Un'avventura di spada e magia (Sinbad: Beyond the Veil of Mists), regia di Evan Ricks (2000)
- SpongeBob SquarePants – serie TV animata, 2 episodi (2001-2002)
- Justice League – serie TV animata, 2 episodi (2002)
- The Zeta Project – serie TV animata, 1 episodio (2002)
- House of Mouse - Il Topoclub (House of Mouse) – serie TV animata, 1 episodio (2002)
- Il libro della giungla 2 (The Jungle Book 2), regia di Steve Trenbirth (2003)
- Tom and Jerry Meet Sherlock Holmes (2010)
- Aquaman, regia di James Wan (2018)
- Aquaman e il regno perduto (Aquaman and the Lost Kingdom), regia di James Wan (2023)

#### Videogiochi
- Dune 2000, John Rhys-Davies ha interpretato il ruolo di Noree Moneo, il Mentat della casata Atreides.
- Star Citizen, interpreterà un personaggio non ancora specificato nella campagna single-player Squadron 42.
- Wing Commander 3: Ha recitato nella parte di James "Paladin" Taggart insieme ad altre stelle del cinema quali Mark Hamill e Malcom McDowell
- Wing Commander 4: Ha recitato nella parte di James "Paladin" Taggart insieme ad altre stelle del cinema quali Mark Hamill e Malcom McDowell
- Ripper

## Doppiatori italiani
Nelle versioni in italiano delle opere in cui ha recitato, Rhys-Davies è stato doppiato da:
- Renato Mori ne I predatori dell'arca perduta, 007 - Zona pericolo, Indiana Jones e l'ultima crociata, I moschettieri del 2000, Il Signore degli Anelli - La Compagnia dell'Anello, Il Signore degli Anelli - Le due torri, Il Signore degli Anelli - Il ritorno del re, Principe azzurro cercasi, Revelations
- Bruno Alessandro in In campo per la vittoria, In the Name of the King, Fire & Ice - Le cronache del drago, Psych
- Michele Gammino in The Medallion, Anaconda 3 - La nuova stirpe, Anaconda - Sentiero di sangue
- Glauco Onorato in Victor Victoria, Il giovane Toscanini, Il mondo perduto
- Dario Penne ne I viaggiatori, La spada della verità, Killing Jesus
- Stefano De Sando in Vengo a prenderti, The Shannara Chronicles, Indiana Jones e il quadrante del destino
- Emilio Cappuccio in Enrico VIII, Il mercante di Venezia
- Michele Kalamera in Distruggete Los Angeles, Una notte con il re
- Paolo Marchese in Caterina di Russia, Matrimonio per papà
- Carlo Valli in Saul: il viaggio verso Damasco, Golden Shoes
- Marcello Tusco in Allan Quatermain e le miniere di re Salomone
- Carlo Alighiero ne Il tempio di fuoco
- Maurizio Scattorin ne I racconti della cripta
- Oreste Rizzini in Helen of Troy - Il destino di un amore
- Paolo Buglioni in Perry Mason: La signora di mezzanotte
- Antonio Guidi ne Il fiume del terrore
- Giorgio Lopez in Top Secret
- Paolo Lombardi ne I misteri della giungla nera
- Giancarlo Padoan in Star Trek: Voyager
- Rino Bolognesi ne La signora in giallo (ep. 5x01, 6x07)
- Angelo Nicotra ne La signora in giallo (ep. 11x05)
- Roberto Draghetti in The King Maker
- Mario Zucca in Concrete Blondes
- Toni Orlandi in Valley of the Gods
- Stefano Albertini in Ricordi di guerra (ridoppiaggio)
- Alessandro Rossi ne I predatori dell'arca perduta (ridoppiaggio)

Da doppiatore è sostituito da:
- Carlo Baccarini ne Il Signore degli Anelli - Le due torri, Il Signore degli Anelli - Il ritorno del re (Barbalbero)
- Renato Mori in Gargoyles - Il risveglio degli eroi (Findlaech), Il Signore degli Anelli: La Battaglia per la Terra di Mezzo
- Franco Chillemi in Aladdin e il re dei ladri, Il libro della giungla 2
- Antonello Governale in Principe Valiant
- Dario Penne in Gargoyles - Il risveglio degli eroi (Macbeth)
- Roberto Draghetti in I Fantastici Quattro
- Ivo De Palma ne L'incredibile Hulk
- Alberto Bognanni in Aquaman
- Dario Oppido in I Maghi - I racconti di Arcadia
- Edoardo Stoppacciaro in Aquaman e il regno perduto